# Mantidactylus aerumnalis
Espèce
Synonymes
- Rana aerumnalis Peracca, 1893

Statut de conservation UICN

 LC  : Préoccupation mineure
Mantidactylus aerumnalis est une espèce d'amphibiens de la famille des Mantellidae.

## Répartition

Aire de répartition de Mantidactylus aerumnalis.

Cette espèce est endémique de Madagascar. Elle se rencontre de 600 à 1 100 m d'altitude dans le centre-Est et le Sud-Est de l'île,.

## Publication originale
- Peracca, 1893 : Descrizione di nuove specie di rettili e anfibi di Madagascar. Bollettino dei Musei di Zoologia e Anatomia Comparata della R. Universita di Torino, vol. 8, no 156, p. 1-16 (texte intégral).